# Arisaema constrictum
Arisaema constrictum är en kallaväxtart som beskrevs av E.Barnes. Arisaema constrictum ingår i släktet Arisaema och familjen kallaväxter. Inga underarter finns listade.